# Kafr el Sheij
Kafr el Sheij es una pequeña ciudad del Bajo Egipto, la capital de la gobernación del mismo nombre, Kafr el Sheij. 
La ciudad está situada en el norte del delta del río Nilo, 134 km al norte de El Cairo.
Su población es de 124.819 habitantes (2006).

## Agricultura
Uno de los principales cultivos de Egipto es el arroz. El 98% de la extensión del cultivo de arroz está en las seis provincias (gobernaciones) del norte, Dakahlia, Kafr El-Sheij, Beheira, Sharkia, Gharbia y Damietta, en la mitad norte del delta del Nilo.

## Personalidades destacadas
- Ahmed Zewail, científico, Premio Nobel de Química en 1999.
- Hamdeen Sabahi, político.
- Hossam Ghaly, futbolista.
- Mahmoud Hassan "Trezeguet", futbolista.
- Osama Anwar Okasha, dramaturgo y periodista.
- Saad Zaghloul, político.
- Abdel Moneim Wali, empresario.
- Mamdouh Elssbiay, Big Ramy Bodybuilder Mister Olympia 2020 y 2021.
- Mohamed Atta, líder de los ataques terroristas del 11 de septiembre del 2001.